# Irundisaua moacyri
Irundisaua moacyri là một loài bọ cánh cứng trong họ Cerambycidae.